# آرنو بواتو
آرنو بواتو (فرانسوی: Arnaud Boiteau‎؛ زادهٔ ۷ نوامبر ۱۹۷۳) ورزشکار Equestrian اهل فرانسه است.
وی همچنین برندهٔ جوایزی همچون لژیون دونور (شوالیه) شده‌است.
وی در مسابقات کشوری و بین‌المللی در مجموع برندهٔ ۱ مدال طلا، ۲ مدال نقره شده‌است.